# Caprimulgus europaeus
Il succiacapre, o caprimulgo europeo (Caprimulgus europaeus Linnaeus, 1758), insieme al Caprimulgus ruficollis sono gli unici rappresentanti europei della famiglia Caprimulgidae. Il termine succiacapre pare sia dovuto ad una leggenda popolare secondo cui questo uccello si reca nelle stalle per succhiare il latte delle capre, e pure l'altra sua denominazione di caprimulgo lo ribadisce perché deriva dal latino mulgēre che significa mungere.
La specie è suddivisa in 6 sottospecie tra le quali si trovano in Europa la forma denominata C. e. europaeus e la sottospecie originaria dell'Europa meridionale C. e. meridionalis.
Gli altri terreni di diffusione del genere sono l'Africa Nord-Occidentale, le zone temperate fino alle zone subtropicali dell'Asia fino al Lago Baikal, l'India nord-occidentale e la Mongolia. In Asia orientale questa specie non è presente. Il genere Caprimulgus viene rappresentato in quelle zone dal succiacapre grigio (C. indicus), una specie molto vicina al succiacapre.

## Aspetto
Il succiacapre è un uccello delle dimensioni di un merlo, o poco più, con una testa grande, piatta e molto corta ma con un becco molto largo circondato da una peluria (le filopiume che servono alla cattura degli insetti in volo) alla base del becco. Le zampine corte con il loro dito medio allungato sono quasi invisibili nel corso di un'osservazione da campo. Il piumaggio, molto mimetico sul terreno, ha toni bruni e grigi, con striature più chiare e chiazze più scure. Le ali sono eccezionalmente lunghe tuttavia anche piuttosto strette; nel maschio sono presenti delle macchie bianche nelle ali ed anche l'apice delle timoniere esterne della lunga coda sono bianchi mentre quelle centrali sono di colore scuro nero e marrone. Nelle femmine mancano le caratteristiche distintive alle ali e alla coda.
Durante il volo l'uccello appare significativamente più grosso e d'aspetto falchiforme.
Le differenze tra le sottospecie non sono evidenti. Le specie del sud e del sud-est sono un po' più piccole e più chiare nella colorazione del piumaggio e meno ricche di contrasto. Le sottospecie dell'Asia centrale assomigliano molto invece alla forma nominale.

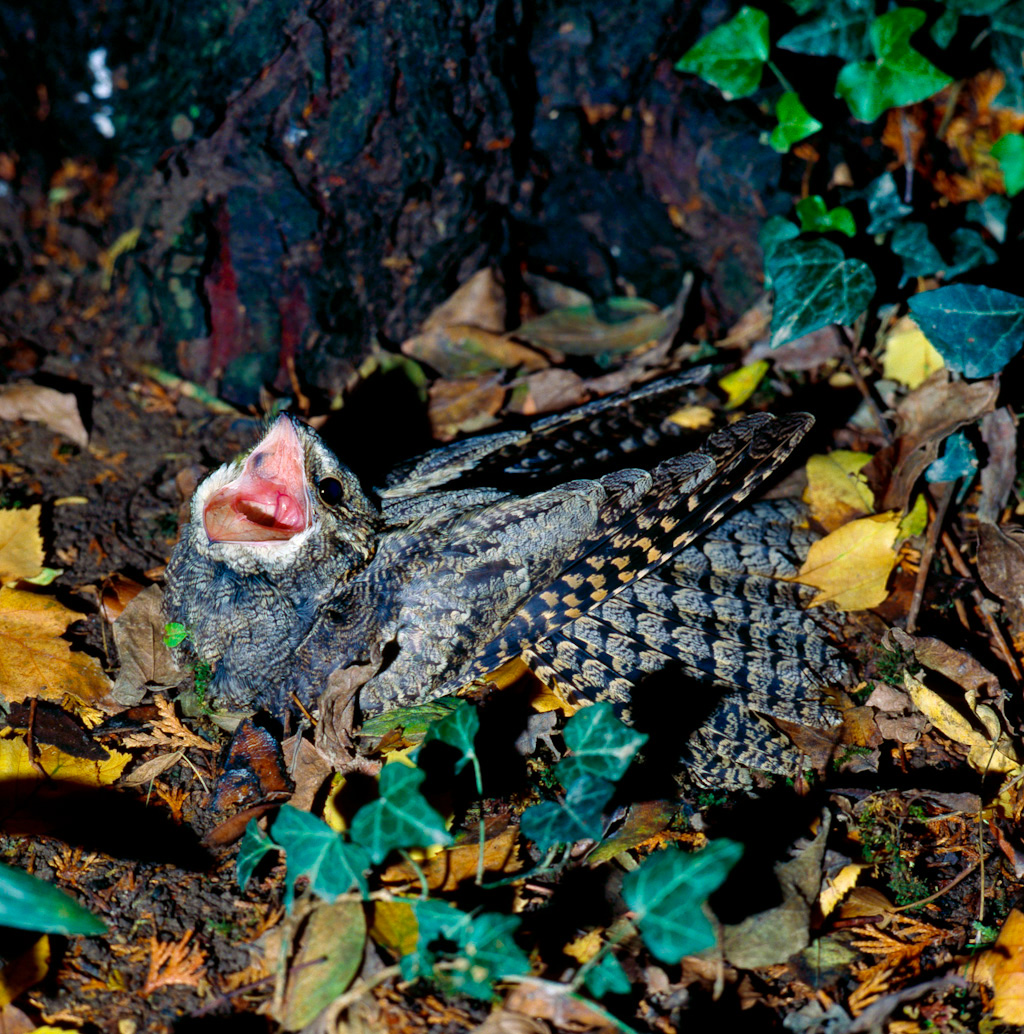
Succiacapre

## Voce
La presenza della specie territoriale nel terreno di cova viene constatata soprattutto dal suo canto. Può essere paragonato al rumore di un motorino in lontananza; canta a lungo al crepuscolo e di notte. Questo crepitio variabile per altezza delle note e per intensità di timbro in caso di grande agitazione. Se si interrompe improvvisamente si possono udire a volte anche dei versi molto alti e percepire dei battiti di ali molto forti. Si possono sentire anche dei battiti di becco soprattutto durante la caccia agli insetti.

## Distribuzione

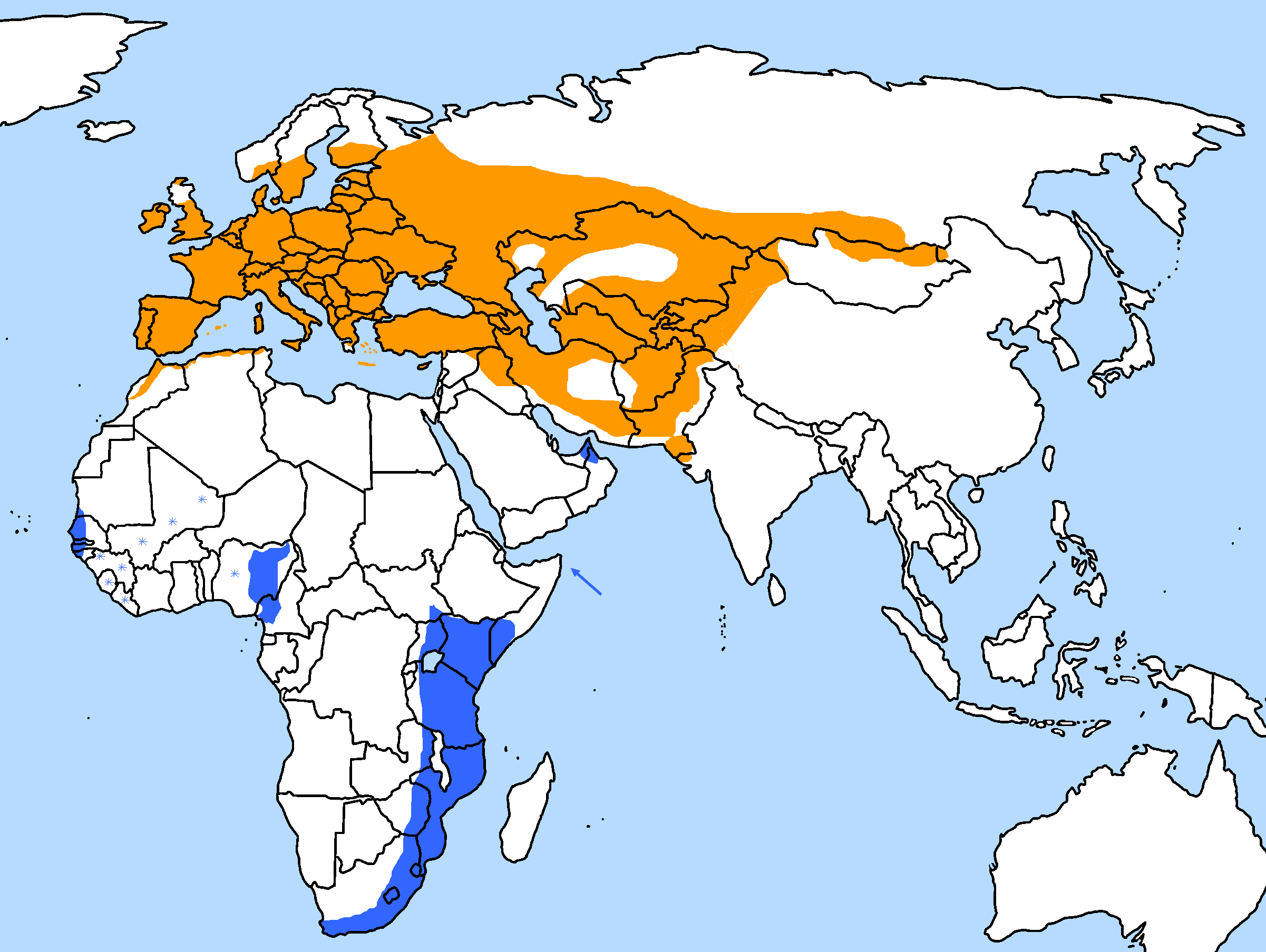
Arancione: Uccello soprattutto estivo
Blu: Terreni di svernamento finora noti
Mezzelune blu: Possibile territorio di svernamento

Le sottospecie locali depongono le uova in tutta Europa ad eccezione dell'Islanda, della Scozia, del Portogallo meridionale e del Peloponneso. La specie è rappresentata anche nella maggior parte delle isole del Mediterraneo. In Scandinavia è popolato solo il sud. In Europa Centrale è un uccello raro diffuso a macchia di leopardo, lo si trova sia in Spagna che negli stati dell'Europa dell'Est.
- europaeus: La forma nominale cova le uova nelle regioni poste più a nord dei terreni sopraccitati. Ad est i loro terreni di cova si estendono fino all'Asia centrale, fino al corso superiore dello Enisej.
- meridionalis: La diffusione di questa sottospecie si trova a sud e comincia in Spagna e nel Maghreb, comprende l'Europa meridionale incluse la maggior parte delle isole del mediterraneo e arriva fino al Caucaso e al Mar Caspio attraverso il territorio del Mar Nero.
- sarudnyi: La zona di diffusione principale di questa sottospecie si trova nelle steppe settentrionali dell'Asia centrale, soprattutto in Kazakistan e in Kirghizistan. A sud di questa zona si trova il territorio dell'Uzbekistan:
- unwini: Questa razza più piccola e più chiara ha come territorio di cova l'Iraq settentrionale e l'Iran, ad est fino al Tien Shan attraverso il Turkmenistan e l'Uzbekistan.
- plumipes: I territori di cova di questa sottospecie si trovano nella Mongolia nordoccidentale e nella Cina nord-occidentale.
- dementievi: I loro territori di diffusione si espandono fino ad est e vanno dal Lago Bajkal fino alla Mongolia nord-occidentale.

## Habitat
Le strutture dell'habitat del succiacapre sono molto varie, tuttavia sono sempre ambienti aperti, asciutti e dal clima temperato con un'offerta sufficiente di insetti volanti notturni. In Europa i suoi ambienti preferiti sono le brughiere e le praterie asciutte, ama abitare anche lecceti leggeri e sabbiosi con grandi superfici aperte, in zone soggette a disboscamento come in territori soggetti all'azione del vento. Compare inoltre anche in zone aperte rocciose e sabbiose della macchia mediterranea, occasionalmente anche in zone di dune poco folte. Nell'Europa centrale le zone vitali secondarie come i poligoni di tiro militari o le superfici minerarie a cielo aperto mostrano le più grandi densità di esemplari. Generalmente il succiacapre è una specie che preferisce abitare gli avvallamenti e che tuttavia cova fin nell'ambiente subalpino in caso di offerta alimentare favorevole. Nei territori di diffusione asiatici la specie è regolarmente avvistata a 3000 m di altezza, nei terreni di svernamento addirittura ai margini del confine della neve a 5000 metri di altezza. Per quanto siano soddisfatte le richieste fondamentali che la specie sistema sul luogo di covata, il succiacapre non evita la vicinanza dell'uomo. I territori marginali di piccoli insediamenti sembrano avere addirittura una particolare attrattività.

## Nutrimento e comportamento di caccia

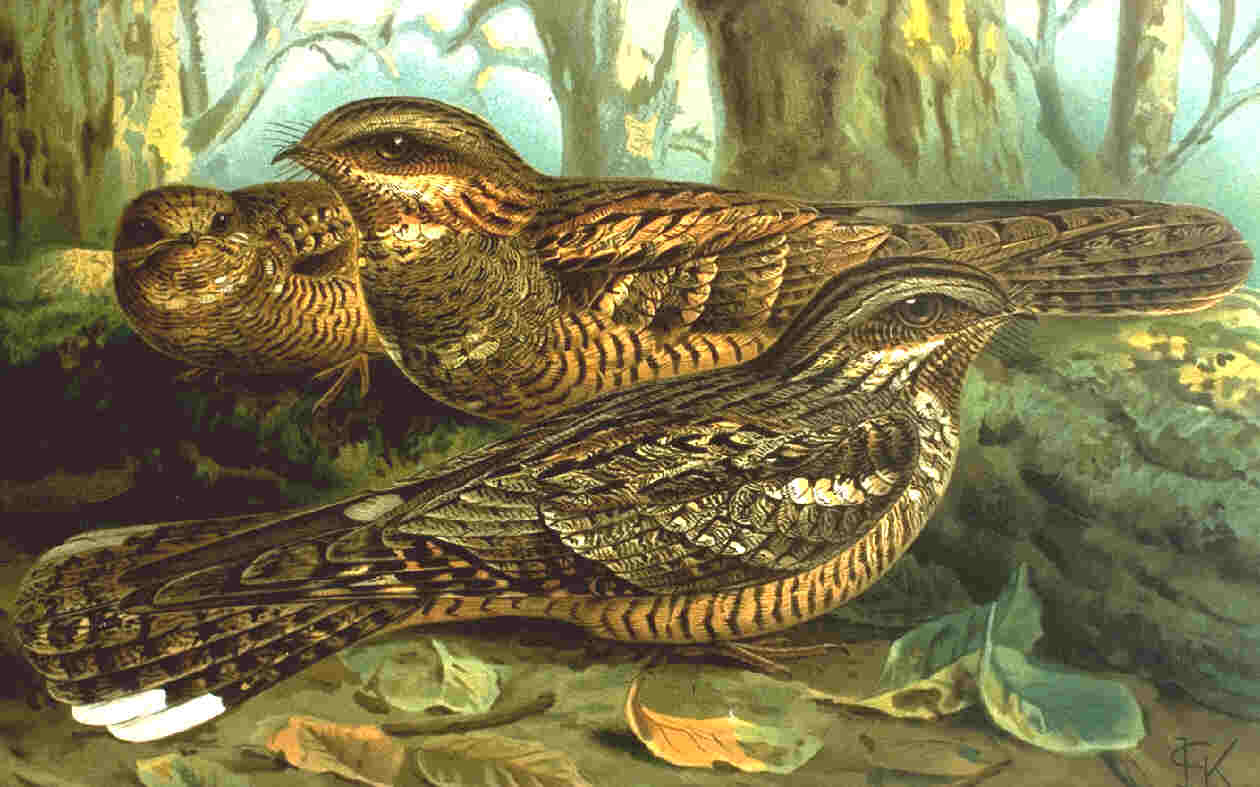
Caprimulgus europaeus

Si orienta essenzialmente con gli occhi. È attivo nei territori sia di svernamento sia di cova e caccia di notte e al tramonto. Passa il giorno sul terreno, spesso con testa e zampe ritratte, o appiattendosi sui rami. Nella parte finale del volo atterra come un picchio muratore, direttamente sul tronco.
Si nutre degli insetti più disparati, fra cui vengono preferite le specie più grandi e dalla cuticola più morbida (es. Lepidotteri), ma non disdegna i Coleotteri. La preda è catturata per lo più in volo, procedendo a becco spalancato, più raramente cacciando da un posatoio.
Volo leggero e vivace; si fa portare dal vento o sobbalza con rapidi e profondi battiti alari. A volte si libra facendo lo "spirito santo" come ll gheppio.

## Biologia della covata

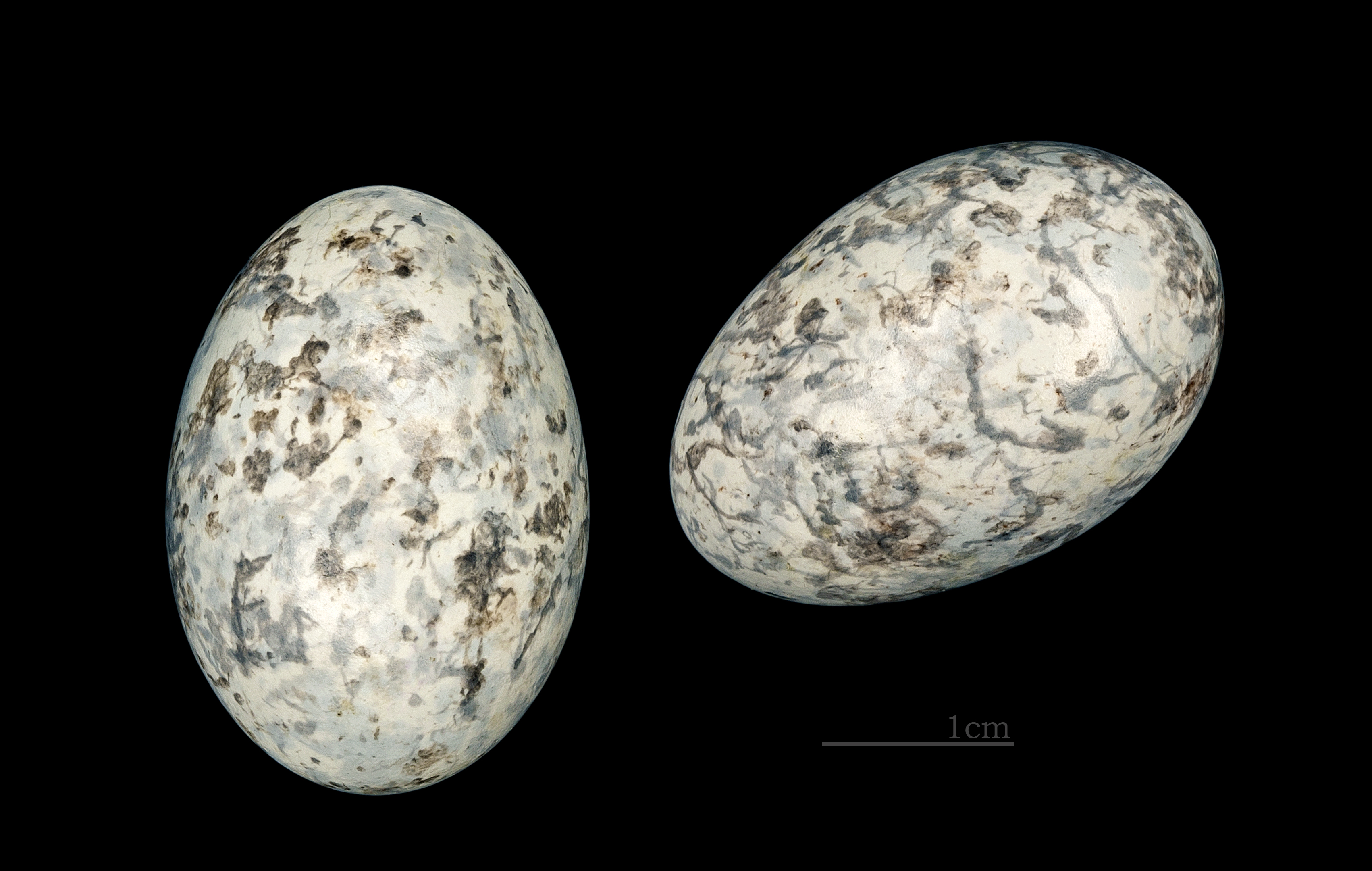
Caprimulgus europaeus

Il succiacapre conduce un legame con un partner di covata stagionale. Perlopiù la specie cova soltanto una volta all'anno, tuttavia se si giunge ad una seconda covata si tratta quasi sempre di una Schachtelbrut. Le due uova vengono deposte senza alcuna attività di nidificazione su un sottosuolo privo di vegetazione e asciutto e covato quasi esclusivamente dalla femmina per circa 18 giorni. Il periodo di cova mentre uno dei due genitori nutre la prole dura meno di 20 giorni. Le seconde covate vengono coadiuvate non raramente da un maschio non accoppiato che viene tollerato dall'occupante del territorio. Gli uccelli giovani se ne vanno perlopiù senza particolari voli di dispersione in direzione del territorio di sviluppo puberale dopo la propria autonomizzazione.

## Migrazione
Nel suo intero territorio di sviluppo il succiacapre è un uccello migratore obbligato che emigra nella maggior parte dei casi solo (più raramente in piccole comunità di volo). È un migratore di fronte ampio e perciò oltrepassa le Alpi, il Mediterraneo e il Sahara, oppure i territori stepposi e desertici dell'Asia centrale senza strategie di deviazione. Gli uccelli europei abbandonano i loro terreni di covata soprattutto a settembre, gli uccelli giovani poco dopo essere diventati volucri.
I territori di svernamento principali vanno dal Sudan meridionale e si estendono fino al Sudafrica, potendo visitare biotopi e livelli di altitudine più diversi, purché ci siano a disposizione abbastanza superfici aperte per la caccia. Anche nell'Africa occidentale si incontrano succiacapre a partire dal Sahel meridionale verso sud fino al golfo di Guinea, tuttavia in misura minore. Anche le sottospecie asiatiche sembrano preferire i territori di svernamento in Africa meridionale e orientale. Un piccolo numero di uccelli della Siberia orientale sverna già nell'India nord-occidentale o nel Pakistan nordorientale.
Nel terreno di cova i primi succiacapre non giungono prima di metà aprile e la maggior parte ritorna nel proprio luogo originario solo nella prima o nella seconda decade di maggio.

## Declino delle popolazioni
Come per altri cacciatori di insetti (p.e. il grillaio o la ghiandaia marina o diverse specie di strangolatori), le popolazioni di succiacapre sono molto diminuite in ampie parti d'Europa un declino di cui, nei terreni di cova, sono responsabili soprattutto la distruzione degli habitat e l'ulteriore impiego di pesticidi: ma anche nei territori di svernamento, il crescente impiego di pesticidi sembra avere un effetto molto dannoso.
In alcune regioni si presenta, tuttavia, rilassamento significativo dovuto allo sfruttamento di ambienti vitali secondari. A livello europeo la specie è stata classificata come D (declining). In Germania, Svizzera, Paesi Bassi, Repubblica Ceca e Austria il succiacapre appare sulla Lista rossa delle specie in pericolo.

## Denominazione
Il nome strano di quest'uccello in alcune lingue (p.es. in italiano e in tedesco, Ziegenmelker; ma anche la forma latina, Caprimulgus, vuol dire "mungicapre", "mandriano") si rifà a un'antica credenza popolare per cui si ritiene che l'uccello succhi le mammelle degli animali al pascolo, causandone la cecità. Quest'opinione può esser nata dal fatto che i succiacapre si vedono spesso volare vicino ad animali da pascolo (capre, vacche e pecore) quando si spingono gli animali nelle stalle. La presenza degli uccelli tuttavia non ha niente a che fare col latte degli animali, ma solo con gl'insetti succiasangue che questi attirano.

## Particolari adattamenti
Come i picchi a loro imparentati i succiacapre possono cadere in una condizione di ipotermia in caso di mancanza prolungata di nutrimento. Questo sonno provocato dalla fame finalizzato al risparmio di energia viene scatenato sempre dalla mancanza di cibo e quindi quando subentra una perdita di peso. Alcuni parenti nordamericani, come ad es. il Poorwill, Phalaenoptilus nutalli, hanno sviluppato quest'adattamento in modo che si può parlare di una condizione simile al letargo.

## Riferimenti letterari
Il canto costante e crepitante del succiacapre, unito alle sue abitudini notturne obbligate, ne hanno fatto un archetipo di animale "maledetto" nelle leggende popolari. In particolare, nel Nord America, esso è considerato un vero e proprio psicopompo, cioè uno spirito in forma di animale che ha il compito di prelevare le anime dei moribondi per portarle nell'aldilà. È in questa chiave di lettura che viene ritrovato, a stormi (succiacapre di Nuttall o succiacapre sparviero comune) nel racconto L'orrore di Dunwich di Howard Phillips Lovecraft e nel racconto Jerusalem's Lot di Stephen King
Un riferimento simile si ritrova nel gioco di ruolo Werewolf: the Apocalypse, nel quale i Black Spiral Dancers, la tribù di licantropi dedita alle pratiche di morte e magia nera, adotta proprio il caprimulgo come totem di tribù, e quindi come spirito guida.
Inoltre, nelle ultime righe del romanzo Figlio di Dio di Cormac McCarthy, uno stormo di succiacapre si leva in volo al passare del rimorchio che trasporta i cadaveri delle vittime di Lester Ballard.
Il caprimulgo è il titolo di una poesia della raccolta Osteria flegrea (Milano, 1962) di Alfonso Gatto. Anche qui l'invocazione dell'uccello accompagna una meditazione del poeta sulla morte, il venir meno del corpo, la discesa negli inferi.

## Letteratura in lingua tedesca
- Hans-Günther Bauer/Peter Berthold: Die Brutvögel Mitteleuropas. Bestand und Gefährdung. 2. durchgesehene Auflage; AULA - Wiesbaden 1997. S. 268 f. ISBN 3-89104-613-8
- Urs N. Glutz von Blotzheim (Hrsg.): Handbuch der Vögel Mitteleuropas. Bearbeitet u. a. von Kurt M. Bauer und Urs N. Glutz von Blotzheim. Aula-Verlag, Wiesbaden. Band 9. Columbiformes - Piciformes. 2., durchgesehene Auflage 1994 ISBN 3-89104-562-X S. 641-668.